# 心臓外傷
心臓外傷（しんぞうがいしょう、英: Cardiac Injury）とは、交通事故による胸部打撲や鋭利な刃物等によって心臓に外傷を負ったことを指す。
心臓外傷は、交通事故による胸部打撲や高所からの転落などによる鈍的外力による非穿通性外傷と鋭利な刃物・銃弾などによる穿通性外傷に分類される。非穿通性外傷は心機能障害、胸郭全体への衝撃による胸郭の内圧上昇や心臓内圧の急激な上昇が生じることで、心筋損傷や心破裂ならびに他臓器の合併症を伴い、重篤な病態を示すことが多い。穿通性外傷は、血胸や心タンポナーデによって血液が胸腔内に流出すれば大量出血で致死的な病態を示す。
穿通性外傷の場合は、緊急開胸を施行して心破裂が生じた部位を縫合し、心タンポナーデが生じた場合は心膜穿刺や心膜切開を施行する。
心臓外傷は極めて死亡率が高く、約8割は病院に搬送される前に死亡するといわれている。鈍的心臓外傷のほとんどの症例は多発外傷を伴っていることから、合併損傷に対する治療も重要であり、個々の損傷にとらわれず全身管理を行わなければならない。